# Ljubačka vrata
Ljubačka vrata este o arie protejată (sit de importanță comunitară — SCI) din Croația întinsă pe o suprafață de 66,5 ha, integral marine.

## Localizare
Centrul sitului Ljubačka vrata este situat la coordonatele 44°19′35″N 15°15′38″E / 44.32648°N 15.260686°E.

## Înființare
Situl Ljubačka vrata a fost declarat sit de importanță comunitară în iulie 2013 pentru a proteja un număr necunoscut de specii din flora spontană și fauna sălbatică aflate în arealul zonei.

## Biodiversitate
Situată în ecoregiunea marină mediteraneană, aria protejată conține 1 habitat natural: Recifuri.
La baza desemnării sitului se află un număr nedeclarat de specii protejate.